# Talwara
Talwara là một thị trấn thống kê (census town) của quận Hoshiarpur thuộc bang Punjab, Ấn Độ.

## Địa lý
Talwara có vị trí 31°57′B 75°52′Đ / 31,95°B 75,87°Đ Nó có độ cao trung bình là 326 mét (1069 feet).

## Nhân khẩu
Theo điều tra dân số năm 2001 của Ấn Độ, Talwara có dân số 22.580 người. Phái nam chiếm 53% tổng số dân và phái nữ chiếm 47%. Talwara có tỷ lệ 80% biết đọc biết viết, cao hơn tỷ lệ trung bình toàn quốc là 59,5%: tỷ lệ cho phái nam là 83%, và tỷ lệ cho phái nữ là 76%. Tại Talwara, 11% dân số nhỏ hơn 6 tuổi.